# Vijayapuri
Vijayapuri es una ciudad censal situada en el distrito de Erode en el estado de Tamil Nadu (India). Su población es de 7222 habitantes (2011). Se encuentra a 32 km de Erode y a 69 km de Coimbatore.

## Demografía
Según el censo de 2011 la población de Vijayapuri era de 7222 habitantes, de los cuales 3636 eran hombres y 3586 eran mujeres. Vijayapuri tiene una tasa media de alfabetización del 78,05%, inferior a la media estatal del 80,09%: la alfabetización masculina es del 86,21%, y la alfabetización femenina del 69,73%.